# Indio de León
L'Indio de León è una razza autoctona spagnola di polli originaria della Castiglia e León.
Viene allevato in alcune località della valle di Curueño, nella provincia di León, e il suo sfruttamento si concentra esclusivamente sulla produzione di piume per l'industria della pesca con la mosca, la cui fama è riconosciuta a livello internazionale. È incluso nel Catalogo Ufficiale delle Razze Zootecniche della Spagna del Ministero dell'agricoltura, della pesca e dell'alimentazione ed è annoverato tra le specie in via di estinzione.

## Morfologia
Si tratta di animali dal carattere aggressivo. Hanno un comportamento molto territoriale e tendono a combattere, specie quando sono giovani. Armoniosi e vigorosi, hanno una testa forte, alta e diritta, con una cresta semplice che poggia sul becco e un'altezza totale di circa 50 cm. La coda è sviluppata ed arcuata, con un inizio ad angolo retto, e le zampe sono provviste di cosce larghe e robuste, forti tarsi con 4 dita e un potente sperone. Il peso è fissato a 1,5 kg per le femmine e 2,2 kg per i maschi, anche se può variare da 2 a 3 kg. Il piumaggio è grigio con riflessi bluastri, variabile secondo il colore della piuma: bianco, grigio, rosso, marrone e nero, secondo il disegno razziale.